# هان سو یون
هان سو یون (انگلیسی: Han Soo-yeon؛ زادهٔ ۲۴ آوریل ۱۹۸۳) بازیگر اهل کره جنوبی است.
از فیلم‌ها یا برنامه‌های تلویزیونی که وی در آن نقش داشته‌است می‌توان به عالیجناب اشاره کرد.